# Soběslav
Soběslavⓘ (niem. Sobieslau) – miasto w Czechach, w kraju południowoczeskim. Według danych z 2020 roku powierzchnia miasta wynosiła 2 000 ha, a liczba jego mieszkańców 6 907 osób.
Nazwa Soběslav jest w języku czeskim rzeczownikiem rodzaju żeńskiego. Odmienia się według wzoru miękkiego: Soběslavi w celowniku, bierniku, narzędniku i miejscowniku.

## Demografia
| Rok             | 1970  | 1980  | 1991  | 2001  | 2003  | 2020  |
| --------------- | ----- | ----- | ----- | ----- | ----- | ----- |
| Liczba ludności | 6 304 | 6 988 | 7 365 | 7 290 | 7 308 | 6 907 |

Źródło: Czeski Urząd Statystyczny

## Miasta partnerskie

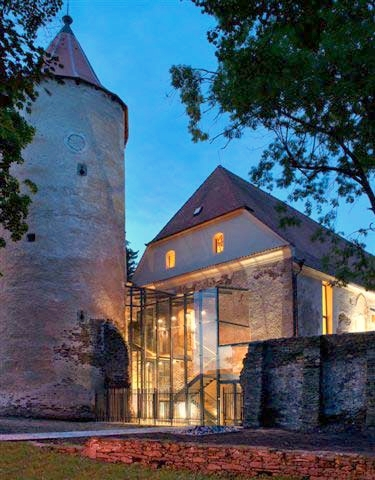

- Sabinov